# Gstaad
Gstaad [kʃtaːd̥] ist ein Dorf (Bäuert) im Berner Oberland. Es liegt auf 1050 m ü. M. und gehört zur Gemeinde Saanen in der Schweiz.

## Dorf

Luftbild (1949)

Der Dorfkern ist seit 1998 eine weitgehend autofreie Zone, wobei der Durchgangsverkehr durch einen Umfahrungstunnel geführt wird. An der Promenade gibt es zahlreiche exklusive Läden, Restaurants und Hotels. Die Häuser sind dem Chalet-Stil nachempfunden, was dem Ort einen besonderen Reiz verleiht.

## Veranstaltungen
In Gstaad sind mehrere regelmässig veranstaltete Sportwettbewerbe beheimatet: das internationale Herren-Tennis-Turnier Crédit Agricole Suisse Open, das Beachvolleyball-Elite16 der World Beach Pro Tour, das Polo-Turnier Hublot Polo Gold Cup und die Gstaad Winter Games. Ausserdem fand in Gstaad die Beachvolleyball-Weltmeisterschaft 2007 statt.
Das 1957 von  Yehudi Menuhin begründete Kirchenkonzert in der Mauritiuskirche Saanen wurde zur Gstaad Menuhin Festival & Academy. Im Sommer zählt es zu den ältesten und renommiertesten Festspielen klassischer Musik. Im Winter bieten die Sommets Musicaux de Gstaad klassische Konzerte. Im September findet in Gstaad das Country-Night-Festival statt.
Während des Davidoff-Saveurs-Festivals im Spätsommer besuchen Starköche aus aller Welt das Saanenland.

## Tourismus
Gstaad ist der touristische Hauptort im Saanenland. Hier verbringen viele Prominente des Jetsets ihre Ferien, wie etwa Bernie Ecclestone und in der Vergangenheit Roger Moore, Tony Curtis, Gunter Sachs, Curd Jürgens, Richard Burton, Elizabeth Taylor, Fürstin Gracia Patricia, Yehudi Menuhin oder Axel Springer. Hier schätzen sie, verglichen mit mondänen Orten wie Zermatt oder St. Moritz, die Ruhe und speziell die Abwesenheit der Autogramm-Jäger. Gstaad ist aber nicht nur ein Nobelferienort. Es finden sich in Gstaad und in den umliegenden Dörfern Saanen, Schönried und Saanenmöser auch preiswerte Hotels und Restaurants.
Gstaad ist sowohl im Winter als auch im Sommer Feriendestination. In Gstaad selbst befinden sich die Skigebiete Wispile, Eggli-Saanen-Chalberhöni-Videmanette und Wasserngrat, und in unmittelbarer Nähe jene von Saanenmöser, Schönried, Zweisimmen, Gsteig, Lauenen und Les Diablerets/Alpes Vaudoises.

## Persönlichkeiten
- Frieda Hauswirth (1886–1974), Schriftstellerin und Weltenbürgerin
- Hans Herrmann (1891–1968), Skilangläufer
- Hanskurt Brand (* 1966), Radrennfahrer
- Araxi Karnusian (* 1969), armenische Jazzmusikerin, Komponistin
- Gabriela Zingre-Graf (* 1970), Skirennfahrerin
- Priscillia Annen (* 1992), Freestyle-Skierin

## Bilder

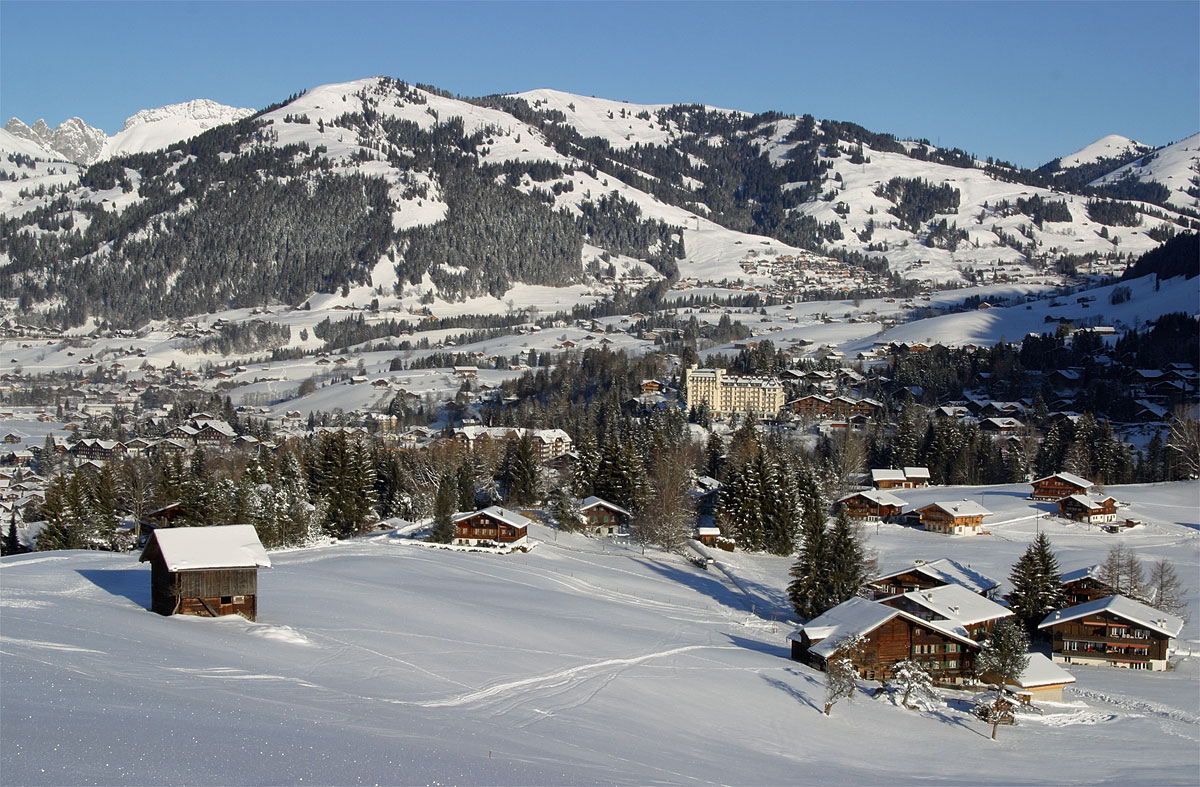
Blick auf Gstaad
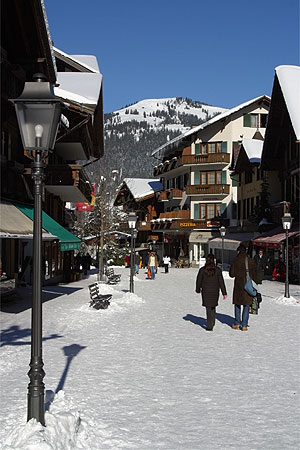
Promenade
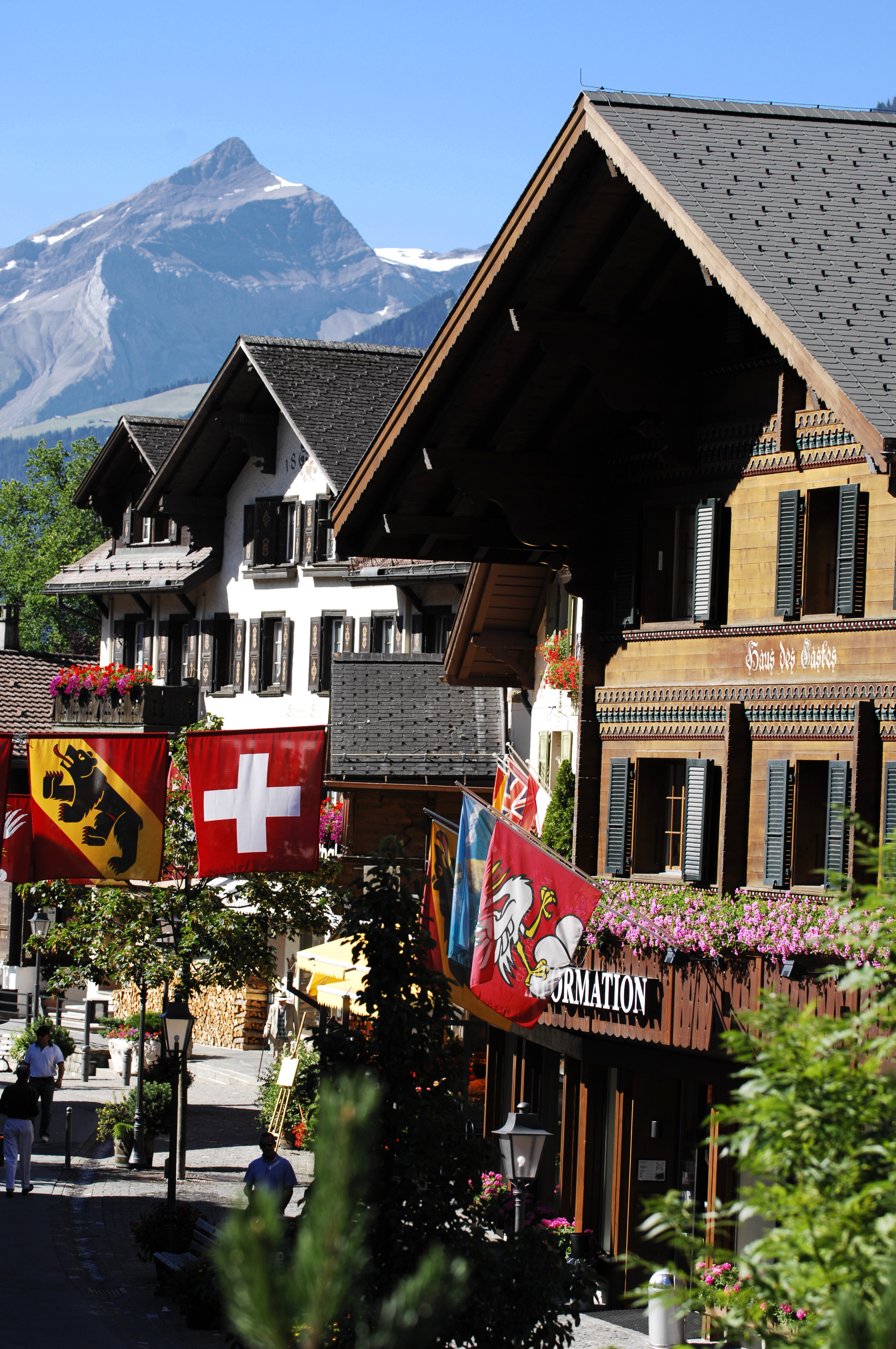
Promenade
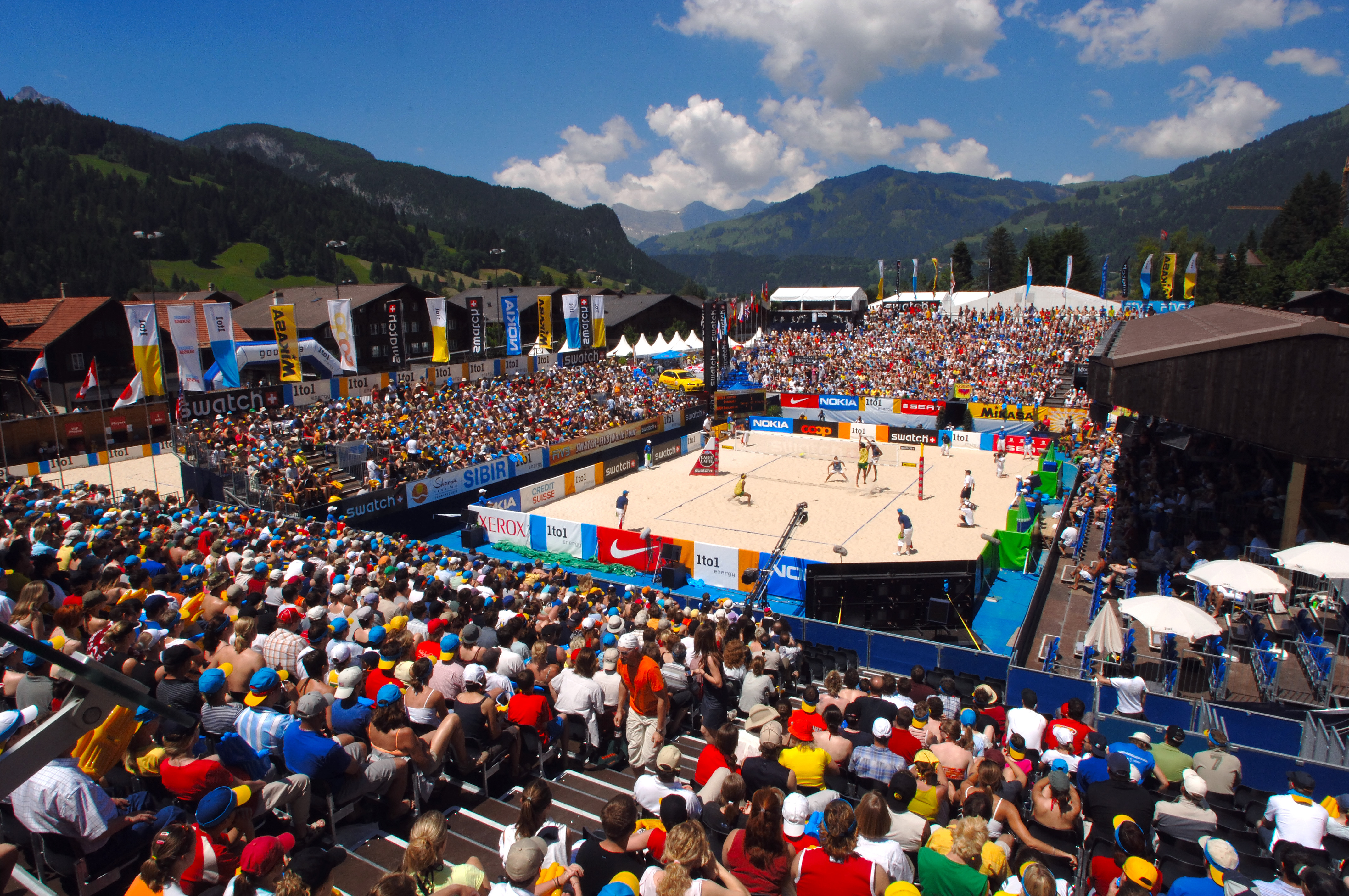
Beachvolleyball-Turnier in Gstaad
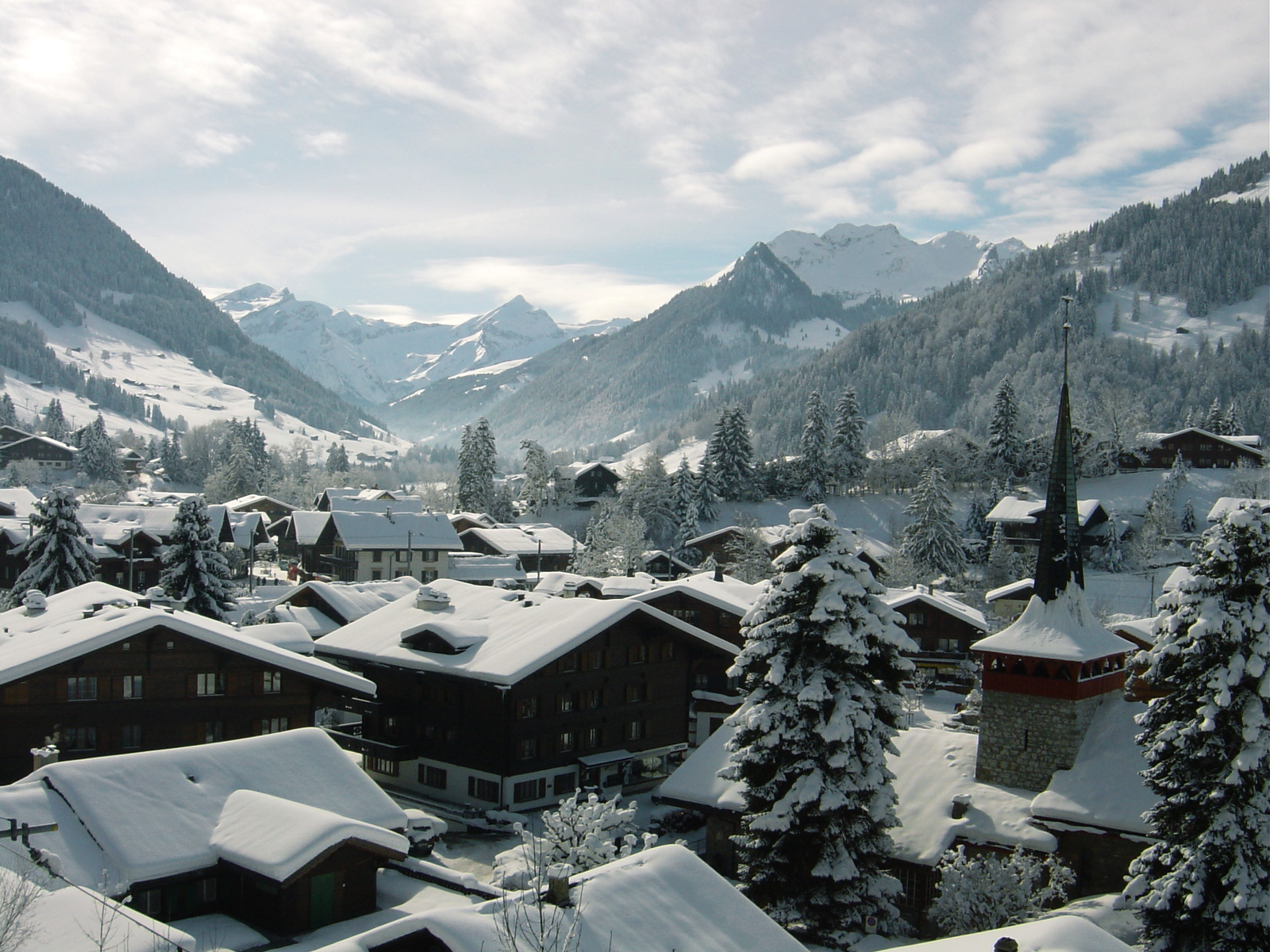
Blick auf das Dorf Gstaad
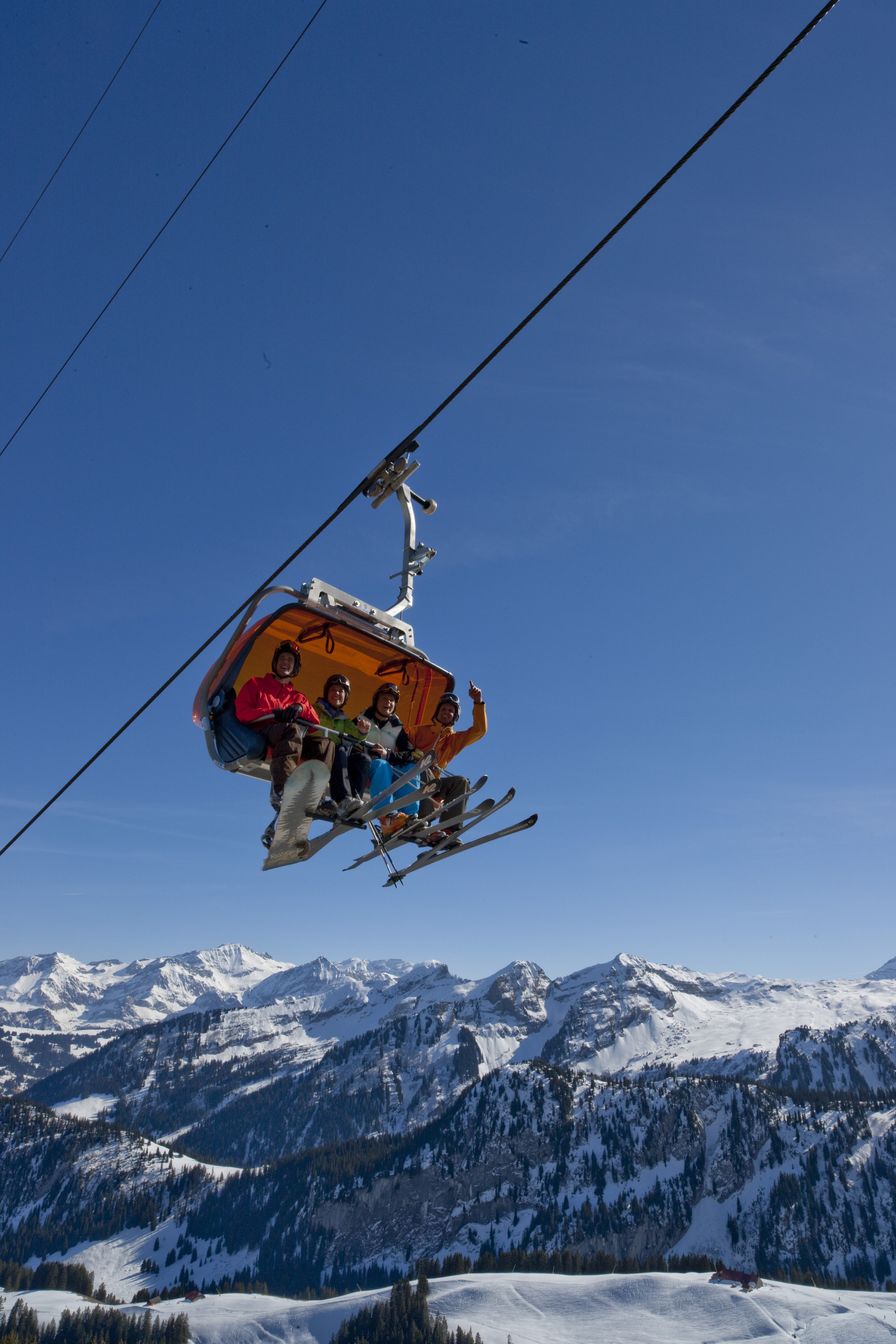
Sesselbahn Chalberhöni/Saanen